# La República (Buenos Aires)
LaRepública.com, también conocido como La República, es un diario digital publicado en Buenos Aires, Argentina, fundado en julio de 2010.[cita requerida] Tiene una línea editorial de centro e independiente[cita requerida] con el eslogan "Ni izquierda ni derecha: racionales".

## Estructura
El diario posee una columna que es editada a diario y noticias políticas, económicas, deportivas, internacionales, espectáculos e información relacionada con tecnología.